# バーコードバトラー戦記 スーパー戦士出撃せよ!
『バーコードバトラー戦記 スーパー戦士出撃せよ!』（バーコードバトラーせんき スーパーせんししゅつげきせよ!）は、1993年5月14日にエポック社から発売されたスーパーファミコン用シミュレーションロールプレイングゲーム。

## 概要
1992年夏、エポック社から発売されヒットした電子ゲーム『コンビニウォーズ　バーコードバトラーII　時空を超えた戦士達』（以下「BBII」と略す）。このゲーム機には、入力したカードデータを他の機械に転送できる出力端子が付いていた。
この端子を利用してBBIIと連動するゲームソフトを生み出そうという「スーパーファミコン合体計画」が進められ、その結果誕生したのが本作である。この半年ほど前に世に出た「ファミコン合体計画」の産物『バーコードワールド』がエポック社とサン電子の共同開発だったのに対し、本作はエポック社単独の商品となっている。
商品は単品売りの他、BBIIとSFC本体を接続するコード「バーコードバトラーII インターフェイス」とのセット販売版も存在した。これは『バーコードワールド』とは違い、BBIIに対応するSFCソフトを他にも出すため、インターフェイスをソフトの付属品ではなく周辺機器として扱う必要があったからと思われる。
ゲームモードは大きく分けて「対戦」と「シナリオ」の2つが存在する。前者はプレイする際にBBIIが必要となるが、後者は無くても一応プレイは可能である。なお本作は、各地で行われたBBIIの公式大会でも使用された。
インターフェイスのパッケージに印刷されているバーコードは、アイテム（武器）のバーコードだが、これを本ソフトの対戦モードでキャラクターカードとして入力すると、サウンドテストが始まる。
ソフト同梱のアンケート葉書に、シナリオモードのエンディングで表示されるメッセージを書いて送るというキャンペーンが存在した（答えは「バーコードバトルはおわらない」）。正解者には抽選で、非売品の武器カードが送られた。
1ユニットを動かしたらターンエンドという戦略性の乏しさ、アイテムがそのマップでしか効果を発揮しなかったり敵が自己回復したりする点などから、プレイヤーにとって不利な仕様が目立つゲーム。

## 対戦モード
BBIIのフリー対戦モードをそのままゲーム化した「BBIIバトル」と、本作独自の魔法6種類を使えるようにした「オリジナルバトル」の2種類が存在する。
いずれも、設定したターンまで戦いHP残量で勝敗を決める「ターン制」と、どちらかのHPが0になるまで戦いが続く「デスマッチ」のどちらかにルール設定ができる。また、最大8人のプレイヤーが参加できる「リーグ戦」「トーナメント戦」も設定可能。

## シナリオモード
このシナリオモードは「パスコード星雲」という星雲が舞台。BBII本体のストーリーモードの舞台である「バーコード星雲」との関係は不明である（後述のコミカライズ版では、少しだけ触れられている）。
登場するキャラクター達は皆ロボットの様な姿をしているが、オープニングデモのみに登場する長老達は人間の姿をしている。この事に関する説明は特に無く、元々人間の姿をしていた者がバーコードパワー（後述）を浴びて変身したのか、それとも元々その様な姿だったのかは不明（コミカライズ版では前者の、攻略本では後者の解釈が採られている）。

### ストーリー
宇宙の彼方にある「パスコード星雲」は、セボンイレブン星・サンチューン星・ミコマート星・サンシャップ星・ハミリーマート星の5つの惑星から成っていた。星雲の人々は互いに協力し、争いという言葉さえも忘れ、平和に暮らしていた。
しかしある時、その平和は突然終わりを告げた。「デッドクロス軍」と名乗る謎の侵略者が、ハミリーマート星を襲撃したのだ。戦いを忘れた人々は逃げ惑うしかなく、星雲の星々は次々と陥落していった…。
最後に残された星・セボンイレブンもまた、陥落は時間の問題となっていた。だがその地下で、星雲の長老達は「バーコードパワー」という特殊光線の使用を決断した。この光線を浴びた者は、己の生命力と引き換えに瞬時にパワーアップする事ができる「スーパー戦士」へと転身するのだ。かくしてパワーを浴びた16人の精鋭達が、デッドクロス軍と戦う事になった。果たしてデッドクロス軍の正体とは…。

### システム

#### 自軍について
セーブデータを新規作成する際、まず自軍の名前を入力する（平仮名・片仮名・数字・アルファベットから、8文字まで）。デフォルト名はない。自軍は、リーダーと呼ばれる4人と、一般兵と呼ばれる12人のメンバーから成っており、全員が武器・防具・魔法のいずれか1つを装備している。
リーダーは初期から能力が高く、また冒頭でBBIIを用いてプレイヤー自前のバーコードカードのキャラクターと交代させることもできる。名前もその際変更可能。戦闘でHPが0になると「戦死」となり、復活はできない。またリーダー全員が戦死すると、ゲームオーバーとなる。エンディングではそれぞれの後日談が表示される。戦死していた場合は、「彼は名誉の戦死を遂げた」とだけ表示される。
一方、一般兵は初期の能力が低い。やはり戦死すると復活は不可能だが、各ワールドクリア後にBBIIを用いてプレイヤー自前のバーコードカードを入力することで補充できる（徴兵システムと呼ばれる）。エンディングでは後日談は表示されない。リーダーとは違い、「合体ボックス」を使用することで1人一度ずつだけパワーアップが可能。
この様にキャラクターを変更したり補充したりできるシステムもあってか、本作の自軍キャラには生い立ちや性格などの具体的な設定は一切無い。また、ゲーム中に台詞も無い。リーダーは4人とも、後日談で「彼」と呼ばれているので男性であるようだが、一般兵達は性別の設定すらない。

#### ゲームの流れ
まずその面に出撃させるメンバーを選ぶ。2人1組で1ユニットとする。出撃できる人数は面ごとに決まっているが、戦死者がいない限りはその人数を必ず出撃させなければいけない。ユニットは、先に登録したキャラが「部隊長」として扱われ、そのキャラの移動力がユニットの移動力となる。行動は、プレイヤーと敵が1ユニットずつ交代で動かすという将棋の様な形式となっている。ターン数に制限は無く、カウントもされない。
キャラの職業はBBII同様「戦士」と「魔法使い」がある。前者は武器と防具を1つずつ装備でき、道具を6つまで持つことができる。後者は武器防具を装備できず、道具も2つまでしか持てないが、魔法を6つまで覚えることができる。
クリア条件は、どの面も「全ての敵を倒す」と「敵基地を占領する」の2つで、どちらかを満たした瞬間クリアとなる。敗北条件は、「出撃しているリーダーキャラが全て倒される（1人も出撃していない場合は、味方の全滅）」「味方基地が敵に占領される」「ギブアップする」であり、負けるとセーブした所からやり直しとなる。
セーブは面をクリアした時しか行えない（面の途中ではセーブや中断はできない）。セーブファイルは2つあるが、1箇所にセーブすると強制的に次の面に移動する。「データをコピーする」というコマンドも存在しないので、データの複製方法は無い。

#### 成長・買い物
傭兵以外の敵を倒すと、最大HPがアップする。また面をクリアすると、出撃していたキャラは全員ボーナスとして、最大HPとMPがアップする。本作には経験値は無く、最大HPが一定値に達すると最大で16までレベルが上がる。攻撃力と防御力は、敵が落とす「STポーション」「DFポーション」を使うと上昇する。同部隊の仲間にも使える。
各キャラは「薬草」という回復アイテムを持っているが、これは地形を変化させるアイテムを使って小山や森を平地に変化させないと出現しない。1人99個までストック可能。
町（コンビニショップ）と自軍基地では、買い物が出来る。本作にはお金という考え方が無く、本人のHP現在値を減らす事で購入できる（売るとHPが回復する）。ただし、装備品と魔法は使用可能なレベルが決まっており、そのレベルに達していない者は買うことはできない。また「鑑定」というコマンドを選ぶと、BBIIを用いてアイテムカードを入力し、売られていないアイテムを生成することもできる。鑑定自体は無料。
特定の面にのみ、町が2箇所存在している。この場合片方は「幻の町（ブラックストア）」となっており、BGMと店員のメッセージが異なっている。ここでは無料の武具ばかりが売られているが、どれも呪われており、装備すると命中率が下がる。特定のボスが持つ「コード」というアイテムを使えば呪いは解けるが、次の面では呪いが復活する。コードは3つしか存在しない上に使うと失われるので、実質役に立たない。ただし、本ソフトに同梱されている3種類の武器カードは、ここでのみ鑑定・生成ができる。なおアイテムの売却は行えない。一度店を出ると町自体が砂漠に変わり、二度と入れなくなる。

#### イベント
- ステージ2のサンチューン星の第1面で、「1人目のリーダーキャラが負傷した」と表示され、そのキャラは3面まで使用不能となる（スタート時から一度も戦っていなくても発生する）。他のリーダー3人が皆戦死していた場合は、このイベントは無い。
- ステージ5のハミリーマート星では、他のリーダー3人が敵に捕まったと表示され、その面のみ使用不能となる。3人共戦死していた場合は、何も起こらない。
- ステージ5までの最終面直前には、必ず「この星の聖域」と呼ばれる面がある。その面では、その星出身の種族の者が出撃すると、武器か魔法が1つ失われる。失ったものは取り戻せず、その面では買うこともできない。第6ステージの1面から5面でも、各聖域と同じ事が起こる。

### ステージ
エリア1から順に攻略し、惑星を開放していくという流れになっている。各エリアの詳細は、以下の通り。
- エリア1・セボンイレブン星…森の惑星で、アニマル族の故郷。
- エリア2・サンチューン星…海の惑星で、オーシャン族の故郷。
- エリア3・ミコマート星…山の惑星で、バード族の故郷。
- エリア4・サンシャップ星…砂漠の星。ヒューマン族の故郷。
- エリア5・ハミリーマート星…氷の惑星。デッドクロス軍に最初に襲われた。メカニック族の故郷。
- エリア6・謎の廃墟…敵の本拠地と目されていたエリア。通行不能の地形「壁」が多く、移動は困難。なおこのエリアのみ、「草原」という地形は無く、かわりに「床」という地形が存在する。
- エリア7・ブラックシャドウ星…敵の真の本拠地。溶岩だらけの星で、移動が非常に困難。

## 付属カード
本作には10枚のバーコードカードが付属している。内訳は、ホワイトカード(キャラ自作用のカード)2枚、キャラカード5枚、アイテムカード3枚となっている。

## 漫画化
『月刊コロコロコミック』1993春休み増刊号に掲載された読み切り作品。作者はこいしさとし。タイトルはゲームと同じ。人間がバーコードパワーを浴びてゲームに登場するロボットの様な姿に変身する、バーコードパワーとはマザーに与えられた力であるなど、独自の描写・設定が見られた。

### 登場人物
ケビン=レナード王子/戦士ケビン=レナード
主人公。セボンイレブン星の王子である少年。バーコードパワーを浴びて戦士「バーコードバトラー」の姿となり、デッドクロス軍と戦う。長老とマークの死を乗り越え、ガオーン将軍を打ち倒した。モデルはシナリオモードの1人目のリーダーキャラ「ケビンレナード」。
マーク
ケビンの友人である少年で、鳥の様な顔をした獣人。冒頭、デッドクロス軍の兵士に射殺される。モデルはシナリオモードの3人目のリーダーキャラ「マークギブソン」（バード族）と思われるが、その姿に変身することは無かった。
モーリス
ケビンの友人である少女。モデルはシナリオモードの同名の一般兵（バード族）と思われるが、やはりその姿に変身することはなかった。マークとは違い、外見は普通の人間である。ラストでケビンの妻に迎えられたと思しきシーンがある。
長老
セボンイレブン星の長老で、ケビンからは「ジイ」と呼ばれている。マークの死にショックを受けるケビンを平手打ちし、指導者としての覚悟を説く。星の住民達を救うためにバーコードパワーをガオーンに差し出そうとするが、射殺される。
マザー
遠い昔、パスコード星雲人の先祖に「バーコードパワー・クリスタル」を与えたという大宇宙の守護神。元はバーコードバトラーのストーリーモードに登場するキャラクター。
ガオーン将軍/巨大戦士ガオーン
デッドクロス軍の宇宙艦隊を指揮する将軍。バーコードパワーを差し出せば人々に手出しはしないとジイを騙し、「約束を守る侵略者などいると思うか」と殺害した。パワーを浴び変身したケビンに艦隊を破壊され、巨大化。ケビンを追い詰めるが、彼が捨て身の戦法で生み出したランチャーによって消し飛ばされた。ゲームではシナリオモード・エリア1のボス。吠えるだけのゲーム版とは違い、漫画では普通に喋っている。